# Marquardt Schaltsysteme
Marquardt Schaltsysteme este o companie producătoare de componente electronice pentru industria auto din Germania.
La nivel internațional, grupul Marquardt avea în anul 2010 circa 5.000 angajați în cele 11 locații pe care le deținea în Germania, Franța, Elveția, România, SUA, Tunisia, China și India.

## Istoric
Afacerea a fost demarată de frații Marquardt, în anul 1925.
Grupul a înregistrat o cifră de afaceri anuală de aproximativ 323 de milioane de euro în 2004, iar în aceeași perioadă numărul de angajați era de aproximativ 3.200 de oameni din care 2.000 in Germania.

## Marquardt Schaltsysteme în România
Marquardt Schaltsysteme a intrat pe piața din România în anul 2004, la Sibiu, ca reprezentanță a grupului german Marquardt GmbH, producător de componente electronice.
Producția a început în 2006, după o investiție de 8 milioane de euro.
Număr de angajați:
- 2010: 807 [1]
- 2009: 578 [1]

Cifra de afaceri:
- 2010: 99,4 milioane euro [1]
- 2009: 61,7 milioane euro [5]